# Клем, Виллиам
Виллиам Клем (дат. William Clem; родился 20 июня 2004) — датский футболист, полузащитник клуба «Копенгаген».

## Клубная карьера
Воспитанник футбольной академии клуба «Копенгаген». В июне 2022 года подписал свой первый профессиональный контракт с клубом.
19 октября 2022 года дебютировал в основном составе «Копенгагена» в матче Кубка Дании против «Хобро». 25 октября того же года дебютировал в Лиге чемпионов УЕФА, выйдя в стартовом составе в матче группового этапа против «Севильи». В той игре за «Копенгаген» сыграло 6 тинейджеров. 29 октября дебютировал в датской Суперлиге в матче против клуба «Раннерс».

## Карьера в сборной
Выступал за сборные Дании до 17, до 18, до 19 лет и до 21 года.